# Ștefan Szönyi
Ștefan Szönyi (n. 26 iulie 1913, Banloc, Timiș, România – d. 4 decembrie 1967, București, România) a fost un pictor român. Toată copilăria sa a fost marcată de lumina, peisajele și personajele din Banat. Încă de copil pasiunea sa pentru artă îl face să fie acceptat în grupul unor artiști mai vârstnici care aveau obiceiul să se reunească la Lugoj în spiritul Școala de la Barbizon. La 15 ani lucrează sub îndrumarea lui Virgil Simonescu la executarea picturilor murale ale bisericii locale. La 19 ani are prima expoziție personală.

## Biografie
1934 - Student la Școala de Belle Arte Timișoara, profesor Alexandru Popp și Iuliu Podlipny. Pictează Profeții, Don Quijote, Apocalipsul. În 1935, la 22 de ani, expoziție personală. Suflul autentic ce înglobează lumina și natura care se contopesc cu personaje puternice, rămân un semn distinctiv în operele sale pe tot parcursul creației sale artistice. Puternic influențat de forța expresivă a personajelor sculptorului Romulus Ladea, Szönyi este înclinat către o formă de expresie și mai puternică, atât în mânuirea desenului cât și a culorilor.
În perioada interbelică, Ștefan Szönyi a fost atras de teme biblice și a semnat câteva compoziții expresioniste deosebite, inspirate din muzică, precum și un șir de portrete romantico-mistice 
(„Sfântul Sebastian”, seria de „Profeți”, „Apocalipsa”).
1938 - Studiază în Franța. Scurtă prezență la École nationale supérieure des beaux-arts din Paris, apoi urmează cursuri la Academia Ranson unde întâlnește numeroase personalități și diverse curente culturale. În perioada pariziană, se entuziasmează în fața elanului romantic, dramatismului și libertății stilistice în abordarea realității din operele lui Géricault și Delacroix. Este mult influențat de întâlnirea cu artistul revoluționar Leon Alex, cât și a unui grup de intelectuali militanți de stânga din anturajul lui André Malraux. Reflectarea artistică a realității, amestec de rațiune cu poezie își pune amprenta în toate creațiile sale.
Începând  din 1939, întors în țară, începe elogiul pictorului pentru valorile culturii spirituale amenințate de valul fascist care îl decid să adere la curentul luptei revoluționare din perioada ilegalității (compoziții cu figuri de țărani revoluționari, iar mai târziu, de muncitori).
Corneliu Baba își amintea că Ștefan Szönyi se ducea uneori între cerșetorii din Timișoara pentru a-i imortaliza.
Între anii 1940 și 1942, Ștefan Szönyi a realizat pictura monumentală din sala festivă a Școlii orășenești de meserii din Timișoara, ce fusese inaugurată în 1900. Fresca are 15 metri lungime și patru metri lățime și a fost restaurată în anii ’80 de pictorul Viorel Țigu.
1948 - Premiul „Ion Andreescu“ al Academiei RPR
În 1949, Ministerul Artelor și Informațiilor i-a premiat pe artiștii plastici Ștefan Szönyi, Vida Géza, Alexandru Ciucurencu, Marcela Cordescu și Gheorghe Șaru.
1950 - Director de studii și profesor la Institutul de Arte Plastice “N. Grigorescu” (Universitatea Națională de Arte București) unde înființează împreună cu profesorul Gheorghe Labin secția de artă monumentală. Din relatările foștilor săi studenți, imobilul în care se află sediul central al UNARTE București din strada Budișteanu există și astăzi mulțumită propunerii inițiale a lui Ștefan Szönyi.
1953 - Laureat al Premiului de Stat pentru Pictură
La începutul anului 1956, Secția de Știință și Cultură a C.C. al P.M R. a organizat o ședință plenară a Comitetului U.A.P. cu sarcini exprese decupate din documentele de partid și cu propuneri în alegerea noului birou executiv și a secretariatului U.A.P., măsuri „dictate de necesitatea îmbunătățirii muncii în domeniul artelor plastice”, în aceste organisme fiind cooptați, pe lângă Ștefan Szönyi, artiști ca: Al. Ciucurencu, Gheorghe Labin, C. Ursachi, Camil Ressu, Ion Irimescu, Boris Caragea, Corneliu Baba și Iosif Iser, prin care se spera „lichidarea caracterului birocratic și apolitic al muncii...”.
În perioada comunistă, Ștefan Szönyi a devenit un militant reprezentativ al realismului socialist, creând lucrări ca „Plutașii de pe Bistrița”, „Ecaterina Varga”, „Aratul greu”, „Moartea partizanului”, „Lumină peste uzină”, „Bobâlna”, „Sudorul” „Tipografie ilegală”.
Expoziții: București, Praga, Moscova, Leningrad, Budapesta, Sofia, RDG, Grecia, Turcia, Paris, New Delhi, Bienala de la Veneția 1958.
1966 - realizează mozaicul “Eminescu și Bălcescu” pe fațada Universității din Timișoara.
În 1967, după o lungă suferință, se stinge răpus de un cancer.
Astăzi, o stradă din Timișoara îi poartă numele.
Una din fiicele sale, Julieta Szönyi (n. 13 mai 1949, Timișoara - d. 18 aprilie 2025) a fost o actriță română de teatru și film.

## Distincții
- Medalia „A cincea aniversare a Republicii Populare Române” (24 decembrie 1952) „pentru lupta și munca duse în vederea făuririi, consolidării și prosperării Republicii Populare Române”[12]
- Medalia „Eliberarea de sub jugul fascist” (24 decembrie 1952) „pentru lupta dusă împotriva fascismului”[13]
- Ordinul Muncii clasa a II-a (9 iunie 1954) „pentru merite deosebite în domeniul artelor plastice”[14]
- titlul de Artist Emerit al Republicii Populare Romîne (26 august 1954) „pentru merite excepționale în domeniul dezvoltării artei”[15]
- Ordinul „23 August” clasa a IV-a (12 august 1959) „pentru activitate rodnică în dezvoltarea științei și culturii din Republica Populară Romînă”[16]
- titlul de Maestru Emerit al Artei din Republica Populară Romînă (13 ianuarie 1964) „pentru merite deosebite în activitatea desfășurată in domeniul teatrului, muzicii și artelor plastice”[17]